# ムザルト川
ムザルト川（ムザルトがわ、ウイグル語: مۇزاتدەرياسى：ローマ字：Muzat Deryasi、中国語: 木扎提河、英語: Muzat River）はムザト川とも呼ばれ、中国新疆ウイグル自治区の天山南麓、タクラマカン砂漠北縁に位置するアクスを流れる川である。

## 概況
ムザルト川の水源は天山山脈のムザルト氷河（中国語: 木扎尔特冰川）から始まり、ハン・テングリからそれほど遠くない場所にあり、バイ県を南東と東に向かって流れる。南にある天山山脈とケレタゲ山脈（中国語: 隆勒塔格山）の範囲である。バイ県の人々はほとんど、この川の谷に住んでいる。
川が東に流れると、クチャに向かって、急な谷でケレタゲ山脈を横切り、谷の北（左岸）の壁に切り込まれた230の洞窟は、キジル石窟の遺跡となっている。[
ムザルト川はキジル石窟のすぐ上流（北緯41度44分45秒 東経82度26分40秒 / 北緯41.74583度 東経82.44444度座標: 北緯41度44分45秒 東経82度26分40秒 / 北緯41.74583度 東経82.44444度）で堰き止められ、キジル貯水池（中国語: 克孜尔水库）という大きな人工湖を作っている。この貯水池は南疆ウイグル自治区で「最大の貯水池」といわれている。しかし、その建設により、この地域の将来の発掘調査の可能性が失われた可能性もある。
さらにこの川は東へ広い平原に入り、その水のほとんどはクチャ、トクス、シャヤールの農業を支える灌漑用水路に取り入れられる。理論的には、ムザルト川はタリム川の左岸支流と見なされているが、実際には、その水は春夏の洪水期にのみタリム川まで流れる。

## 参照項目
- カシュガル川
- ヤルカンド川
- ホータン川